# Проклетство куће Хил
Проклетство куће Хил (енгл. The Haunting of Hill House) америчка је хорор телевизијска серија коју је створио и режирао Мајк Фланаган за Netflix. Први је део антологијског серијала Проклество. Темељи се на роману Уклета кућа на брду Ширли Џексон. Главне улоге тумаче Михил Хаусман, Карла Гуџино, Хенри Томас, Елизабет Ризер, Оливер Џексон Коен, Кејт Сигел и Викторија Педрети.
Приказана је 12. октобра 2018. године. Добила је позитивне рецензије критичара, који су посебно похвалили глуму, режију и продукцију. Наставак, Проклество имања Блај, приказана је 9. октобра 2020. године и прати сличну глумачку поставу, али са различитом причом и ликовима.

## Синопсис
У сценама из прошлости и садшњости, сломљена породица суочава се с прогањајућим сећањима на свој стари дом и застрашујуће догађаје који су је из њега отерали.

## Улоге
| Глумац             | Улога             |
| ------------------ | ----------------- |
| Михил Хаусман      | Стивен Крејн      |
| Пакстон Синглтон   | Стивен Крејн      |
| Карла Гуџино       | Оливија Крејн     |
| Тимоти Хатон       | Хју Крејн         |
| Хенри Томас        | Хју Крејн         |
| Елизабет Ризер     | Ширли Крејн Харис |
| Лулу Вилсон        | Ширли Крејн Харис |
| Оливер Џексон Коен | Лук Крејн         |
| Џулијан Хилард     | Лук Крејн         |
| Кејт Сигел         | Теодора Крејн     |
| Макена Грејс       | Теодора Крејн     |
| Викторија Педрети  | Еленор Крејн Венс |
| Вајолет Макгро     | Еленор Крејн Венс |

## Епизоде
| Бр. еп. | Наслов                    | Редитељ       | Сценариста                  | Премијера         |
| ------- | ------------------------- | ------------- | --------------------------- | ----------------- |
| 1       | Стивен је видео дуга      | Мајк Фланаган | Мајк Фланаган               | 12. октобар 2018. |
| 2       | Отворени ковчег           | Мајк Фланаган | Мајк Фланаган               | 12. октобар 2018. |
| 3       | Додир                     | Мајк Фланаган | Лиз Фанг                    | 12. октобар 2018. |
| 4       | Веза близанаца            | Мајк Фланаган | Скот Косар                  | 12. октобар 2018. |
| 5       | Жена савијеног врата      | Мајк Фланаган | Мередит Аверил              | 12. октобар 2018. |
| 6       | Две олује                 | Мајк Фланаган | Мајк Фланаган и Џеф Хауард  | 12. октобар 2018. |
| 7       | Посмртно слово            | Мајк Фланаган | Чарис Кастро Смит           | 12. октобар 2018. |
| 8       | Трагови                   | Мајк Фланаган | Џеф Хауард и Ребека Клингел | 12. октобар 2018. |
| 9       | Хистерије                 | Мајк Фланаган | Мередит Аверил              | 12. октобар 2018. |
| 10      | Тишина је трајно утиснута | Мајк Фланаган | Мајк Фланаган               | 12. октобар 2018. |